# (37739) 1996 VC15
1996 VC15 (asteroide 37739) é um asteroide da cintura principal. Possui uma excentricidade de 0.10684790 e uma inclinação de 0.67415º.
Este asteroide foi descoberto no dia 5 de novembro de 1996 por Spacewatch em Kitt Peak.